# Élie Anatole Pavil

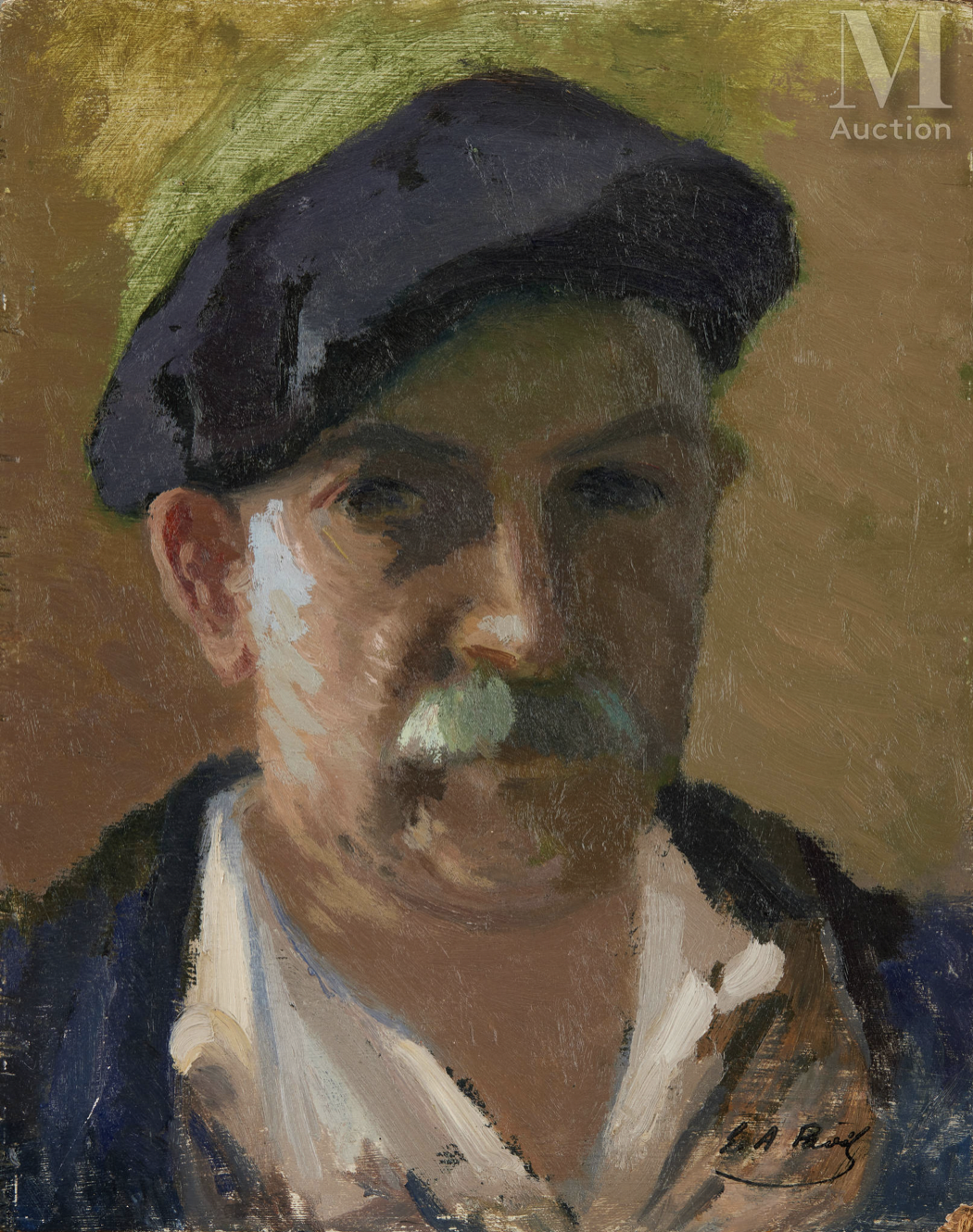
Élie Anatole Pavil, Autoportret

Élie Anatole Pavil, właśc. ros. Илья Анатольевич Павиль Ilja Anatoljewicz Pawil (ur. 1873 w Odessie, zm. 1948 w Maroku) – francuski malarz ukraińskiego pochodzenia. Jego działalność przypada na szczytowy okres La Belle Époque. 

## Życiorys
Pavil urodził się w Odessie na Ukrainie w 1873 r. W 1892 r. wraz z rodziną przeniósł się do Paryża, gdzie osiedlił się na stałe i rozpoczął karierę malarską. W 1911 r. przyjął obywatelstwo francuskie. Pavil ukończył studia w Académie Julian i wystawiał swoje prace zarówno na Salon des Artists Français (od 1905 r.), Salon des Indépendants (od 1906 r.) czy Salon d’Automne (od 1906 r.), jak i w Galerii Charpentier, Galerii Georges Petit i Galerii Bernheim Jeune. W 1930 r. Élie Anatole Pavil został również Kawalerem Orderu Legii Honorowej.
Tematem jego prac było głównie miasto – obrazy ukazują bliską znajomość mieszkańców ulic i zaułków Montmartre. Paryskie kawiarnie, zespoły jazzowe, pracownie artystów, światło i kolor Sekwany – wszystko to zostało uchwycone na obrazach, które sam Claude Monet nazwał „cudeńkami”. W wielu z nich widać wyraźny wpływ Degasa i Renoira, zaś do swoich przyjaciół Pavil zaliczał również Camille’a Pissaro. Dzięki kontaktom z impresjonistami Pavil był bardzo wrażliwy na zmiany światła w zależności od pory dnia, pory roku i warunków atmosferycznych. Z taką samą dbałością o szczegóły namalował również wiele obrazów w Maroku na soukach i w porcie w Rabacie. Przez wiele lat, aż do śmierci, mieszkał w Maroku.
W 1973 r. w paryskiej pracowni Pavila sprzedano na aukcji ponad 200 prac, które powstały w ciągu czterech dekad. Jego obrazy znajdują się m.in. w Musée d’Orsay i Musée Petit Palais w Paryżu. Na rynku dzieł sztuki najbardziej poszukiwane są prace Pavila przedstawiające wpływ pogody na Sekwanę i ulice Paryża. Rzadkie i cenione są jego portrety, a także orientalistyczne sceny, które malował w późniejszych latach. Przez wielu uważany jest za jednego z najlepszych impresjonistów emigracyjnych, którzy tworzyli we Francji.

## Wybrane dzieła

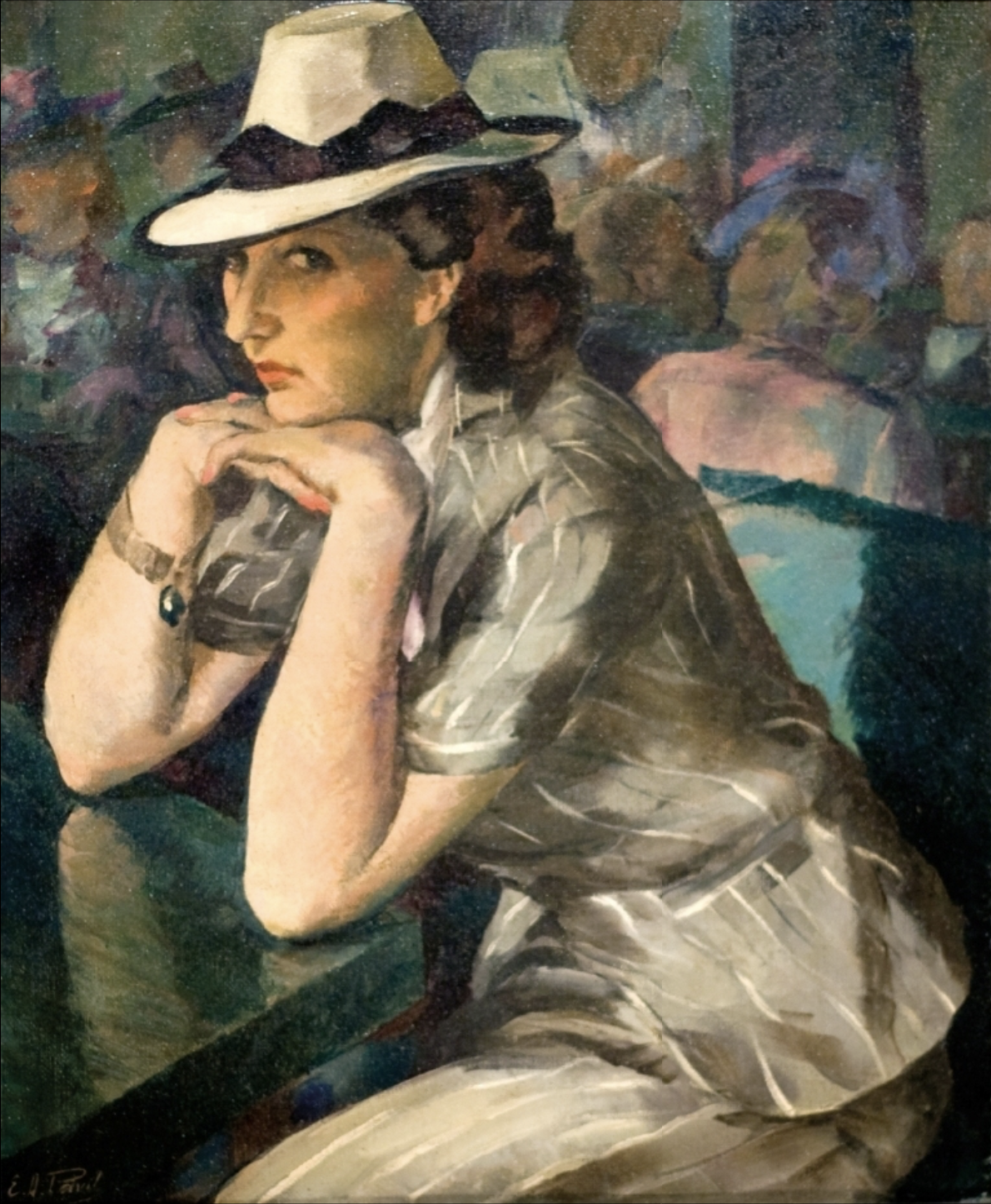
Élie Anatole Pavil, Portret kobiety
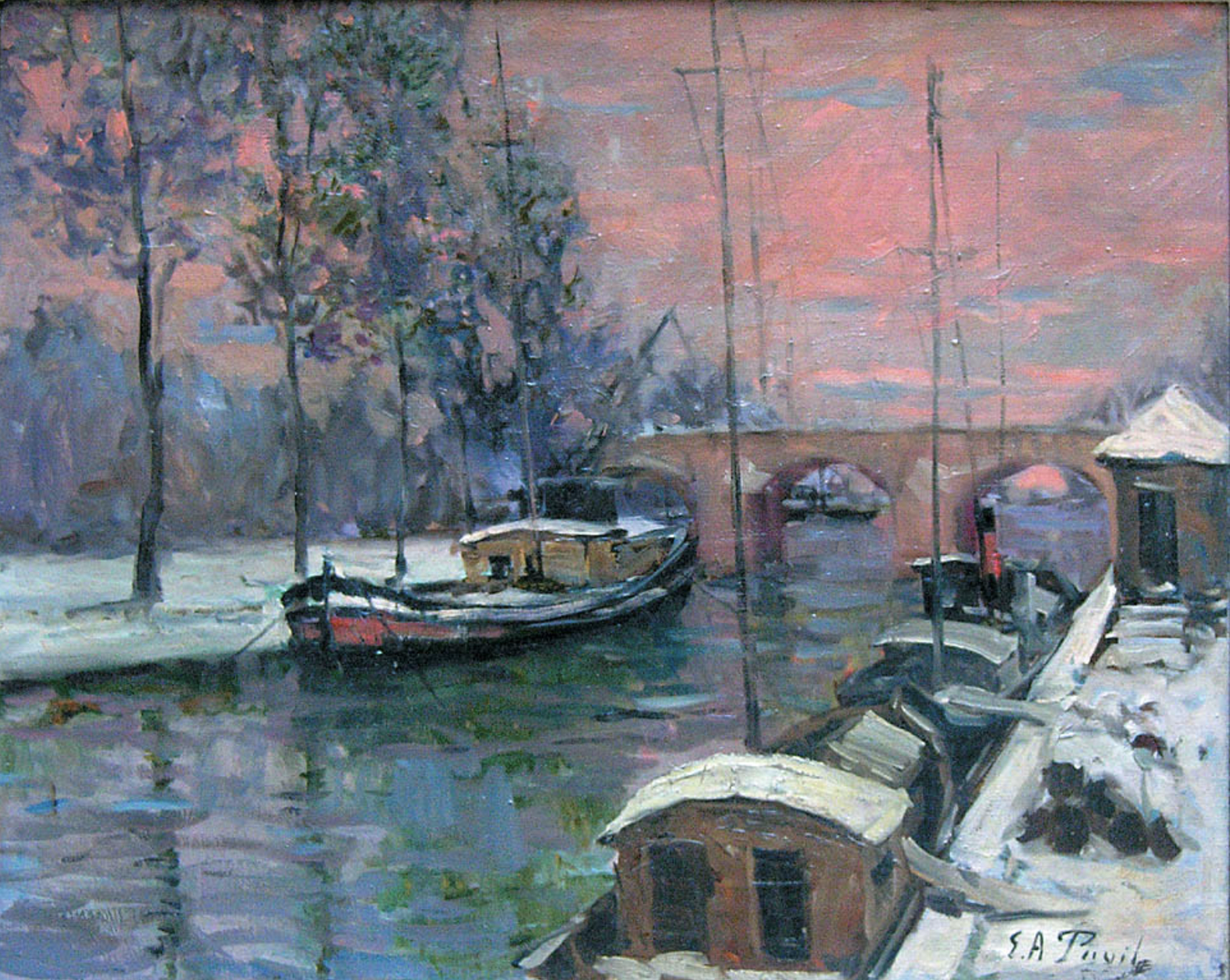
Élie Anatole Pavil, Barki nad Sekwaną
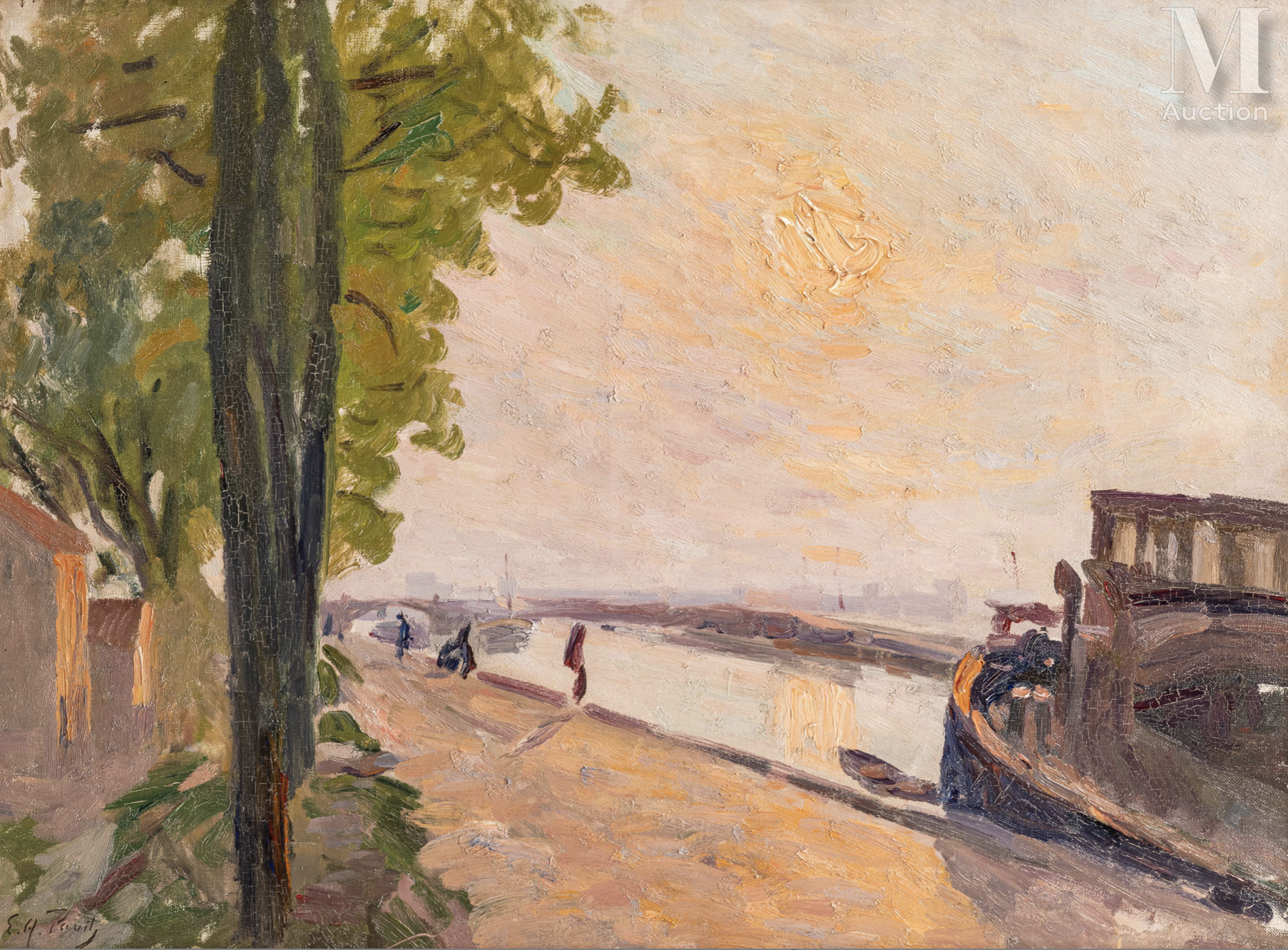
Élie Anatole Pavil, Nabrzeża Sekwany
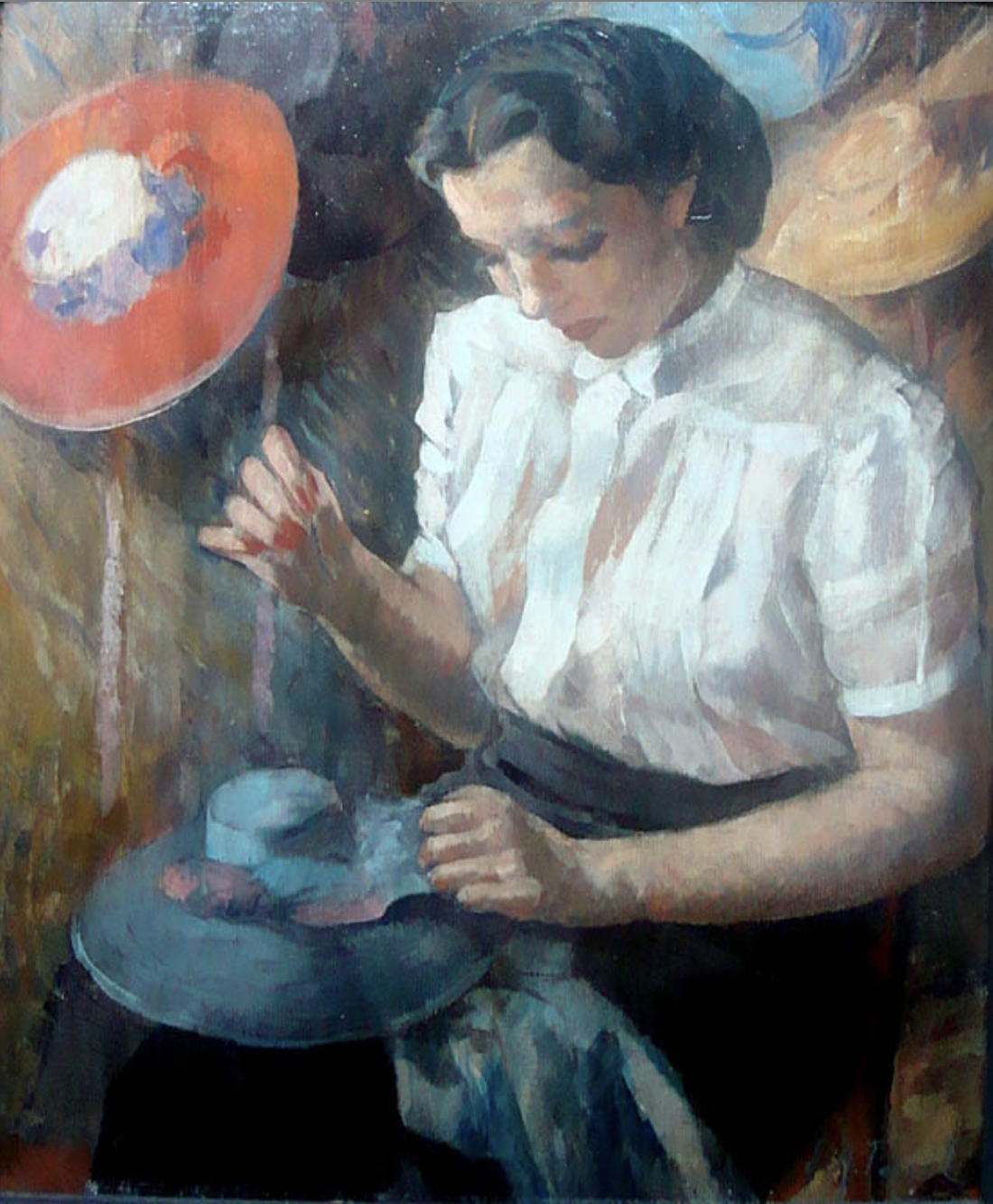
Élie Anatole Pavil, La chapelière
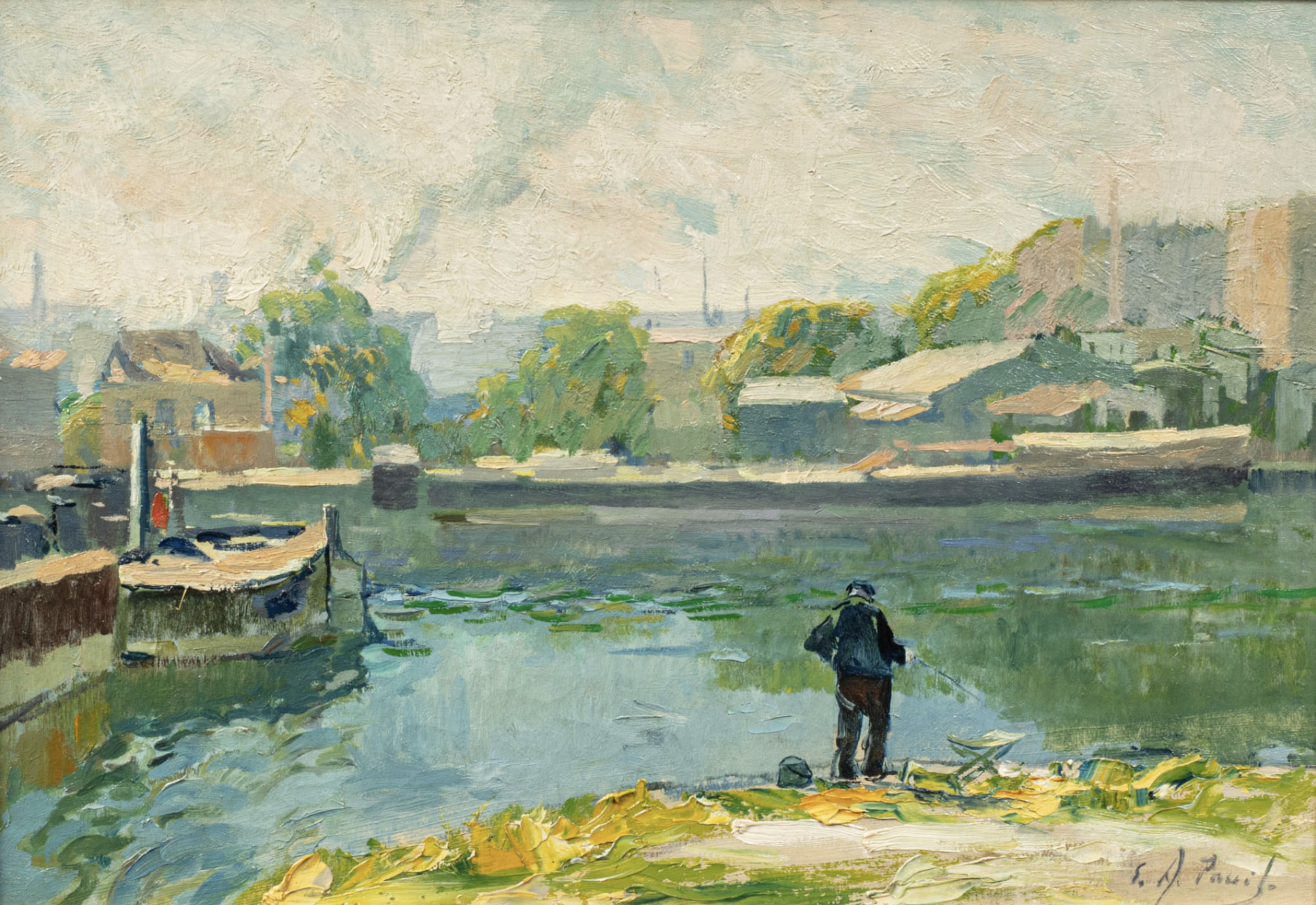
Élie Anatole Pavil, Rybak
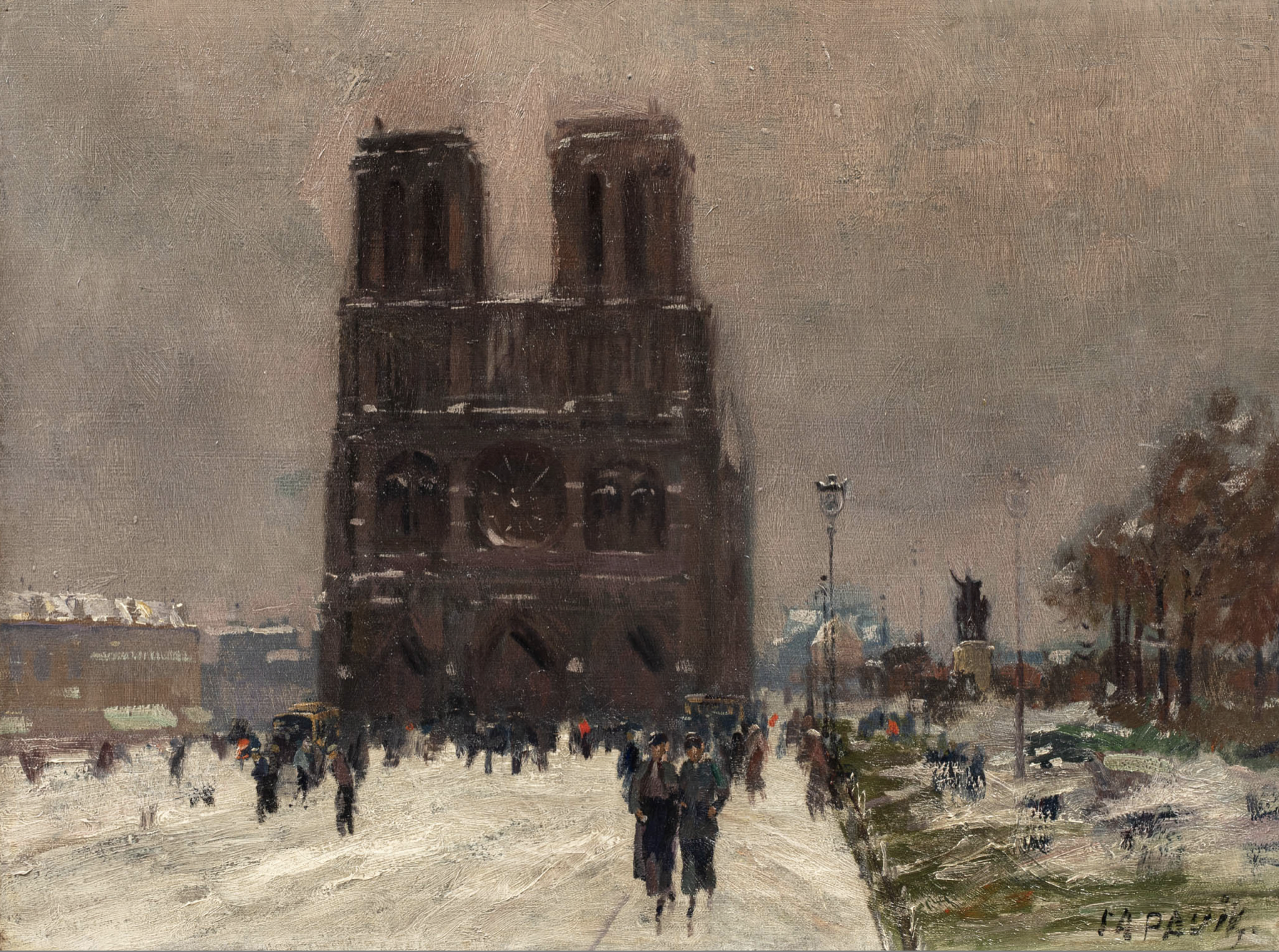
Élie Anatole Pavil, Widok na Notre Dame w Paryżu
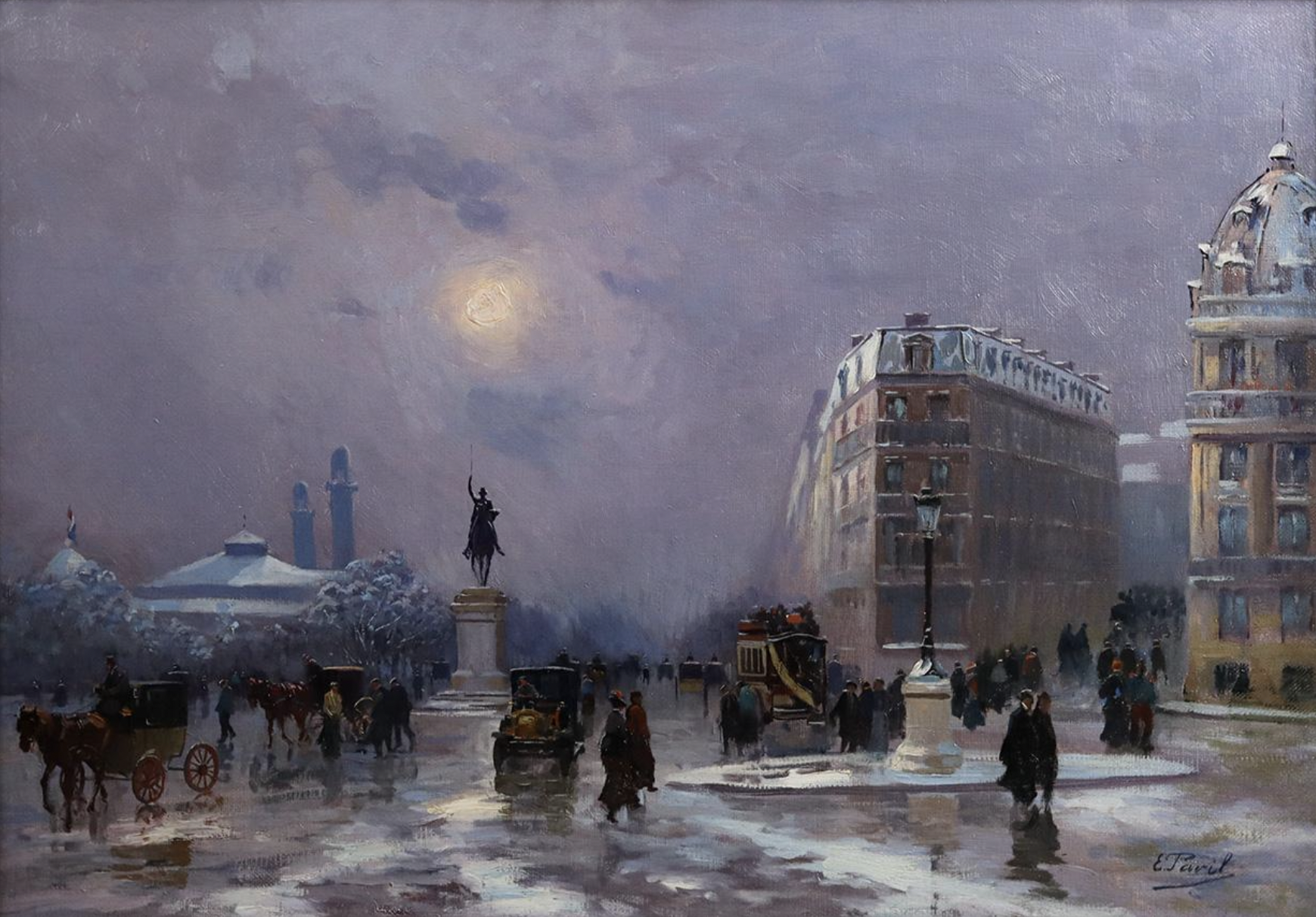
Élie Anatole Pavil, Place d’léna, Paryż zimą 1920'2